# Max Richter
Max Richter (/ˈrɪxtər/; alemão: [ˈʁɪçtɐ]) é um compositor alemão naturalizado britânico. 

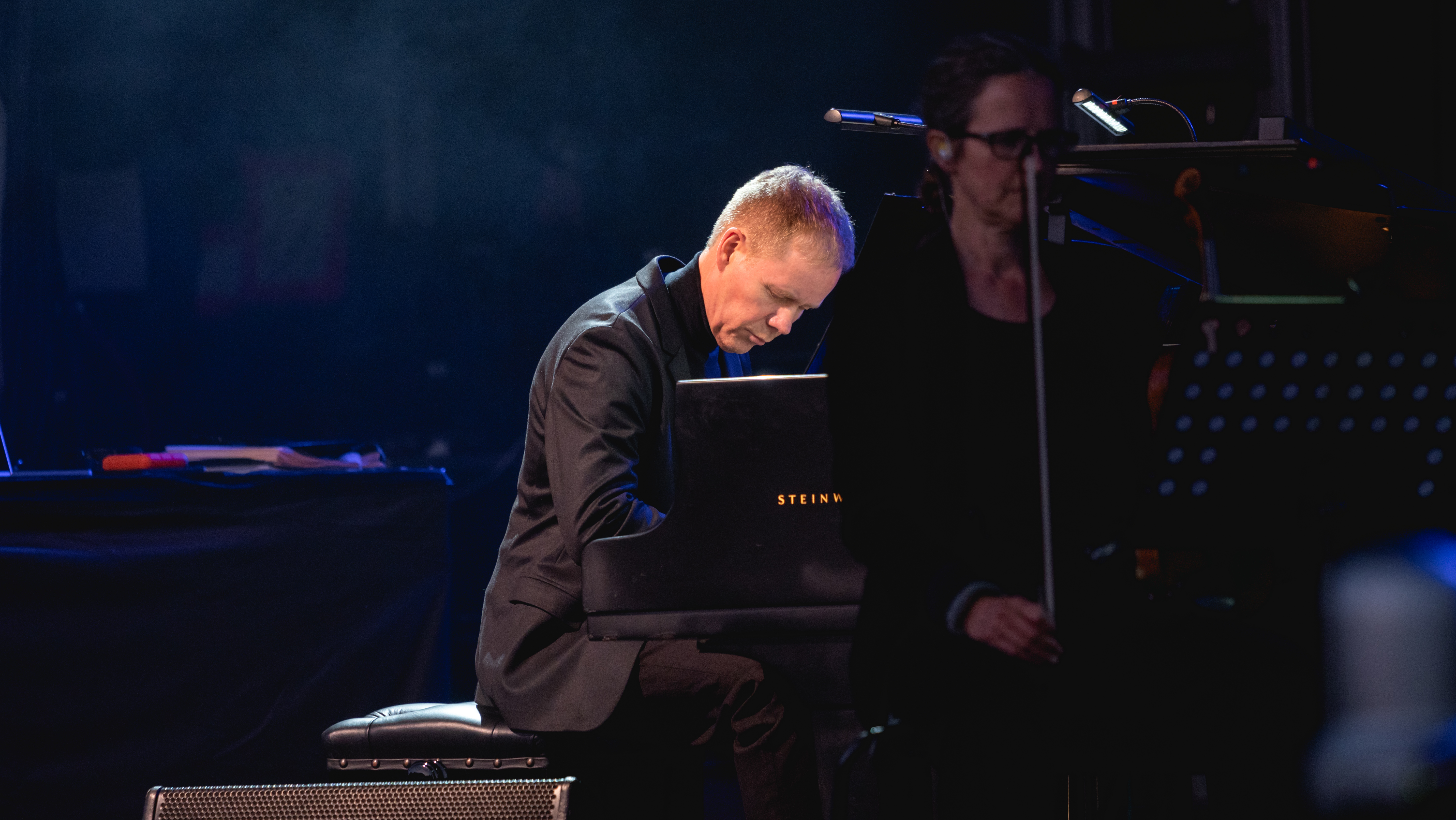
Max Richter a tocar piano no Crystal Palace Park

Estudou composição e piano na Universidade de Edimburgo, na Royal Academy of Music, e com Luciano Berio em Florença.
A sua música "Sarajevo", está no trailer do filme Prometheus de Ridley Scott.

## Discografia solo
- Memoryhouse (BBC, 2002)
- The Blue Notebooks (Fat Cat Records, 2004)
- Songs from Before (Fat Cat Records, 2006)
- 24 Postcards in Full Colour (Fat Cat Records, 2008)
- Infra (Fat Cat Records, 2010)